# Deelgemeente
Un deelgemeente (plural: deelgemeenten; literalmente: parte del municipio, equivalente a submunicipio; en francés section de commune) es una subdivisión municipal de Bélgica y de los Países Bajos.

## Bélgica
Cada municipio existente el 1 de enero de 1961 y que, tras la reestructuración municipal, perdió el estatuto de municipio a partir de enero de 1977, se considera en la actualidad deelgemeente.
En general, estos deelgemeenten no poseen funciones administrativas, a excepción de la ciudad de Amberes, donde son los niveles administrativos más pequeños y se les denomina distritos.

## Países Bajos
En Róterdam y Ámsterdam también hay deelgemeenten. En Ámsterdam, a 14 de los 15 deelgemeenten se les denomina stadsdeel.
Un deelgemeente cuenta con su propio alcalde, el deelgemeentevoorziter, sus propios concejales, los deelgemeentewethoudres y su propia asamblea electa, el deelgemeenteraad.